# René Vautier
René Vautier (Camaret-sur-Mer, 15 de janeiro de 1928 — Bretanha, 4 de janeiro de 2015) foi um cineasta e roteirista francês.

## Filmografia
Lista incompleta
- Afrique 50 (1956)
- Algérie en flames (1958)
- Peuple en marche (1963)
- Le Glas (1964)
- Les trois cousins (1970)
- Avoir 20 ans dans les Aurès (1972)
- Humain, trop humain (1973)